# 청주 모충사
청주 모충사(淸州 慕忠祠)는 충청북도 청주시 상당구 문의면에 있는, 봉석주(1418∼1465)의 위패를 모신 사당으로 일명 강성사 또는 하음사라고 한다. 1989년 9월 30일 충청북도의 문화재자료 제8호 '청원 모충사'로 지정되었다.
2014년 7월 1일 청주시 행정구역 변경에 따라 현재의 문화재 명칭으로 변경되었다

## 개요
봉석주(1418∼1465)의 위패를 모신 사당으로 일명 '강성사' 또는 '하음사'라고 한다.
봉석주는 조선 단종 1년(1453)에 세조를 도와 김종서 등 단종추대 세력을 타도하기 위한 계유정란에서 공을 세워 정난 2등 공신이 된 인물이다.
이 사당은 숙종 20년(1694)에 지었고 1926년에 고쳐 지었으며 1970년에 보수한 것이다.
앞면 3칸·옆면 1칸 반 규모로, 지붕은 옆면에서 볼 때 사람 인(人)자 모양을 한 맞배지붕이다. 사당 밖에는 ‘모충사’라고 쓴 현판이 달려 있고 안에는 1926년 승정원 우승지를 지낸 이상각이 짓고 안방준이 쓴 ‘모충사우기(慕忠祠宇記)’와 12대손인 봉만균이 쓴 중수기가 있다. 마당 앞에는 일각문을 세우고 담장을 돌렸다.

## 같이 보기
- 봉석주

## 참고 자료
- 청주 모충사 - 국가유산청 국가유산포털